# آرام‌اس فرانکونیا (۱۹۲۲)
آرام‌اس فرانکونیا (۱۹۲۲) (به انگلیسی: RMS Franconia (1922)) یک کشتی بود که طول آن ۶۲۳ فوت (۱۹۰ متر) بود. این کشتی در سال ۱۹۲۲ ساخته شد.